# Los Angeles Lakers 2012-2013
La stagione 2012-13 dei Los Angeles Lakers fu la 64ª nella NBA per la franchigia.

## Scelta draft
| Giro | Chiamata | Giocatore           | Ruolo | Nazionalità | College/Club        |
| ---- | -------- | ------------------- | ----- | ----------- | ------------------- |
| 2    | 55       | Darius Johnson-Odom | G     | Stati Uniti | Marquette G. Eagles |
| 2    | 60       | Robert Sacre        | C     | Canada      | Gonzaga Bulldogs    |

### Arrivi/partenze
Mercato e scambi avvenuti durante la stagione:
Arrivi
| N° | Naz.                   | Ruolo | Sportivo            | Anno | Alt. | Peso |
| -- | ---------------------- | ----- | ------------------- | ---- | ---- | ---- |
| 4  | Stati Uniti (bandiera) | AG    | Antawn Jamison      | 1976 | 206  | 107  |
| 6  | Stati Uniti (bandiera) | AG    | Earl Clark          | 1988 | 208  | 102  |
| 7  | Stati Uniti (bandiera) | G     | Darius Johnson-Odom | 1989 | 188  | 91   |
| 10 | Canada (bandiera)      | P     | Steve Nash          | 1974 | 187  | 81   |
| 12 | Stati Uniti (bandiera) | C     | Dwight Howard       | 1985 | 213  | 113  |
| 20 | Stati Uniti (bandiera) | G     | Jodie Meeks         | 1987 | 193  | 94   |
| 21 | Stati Uniti (bandiera) | P     | Chris Duhon         | 1982 | 185  | 86   |
| 50 | Canada (bandiera)      | C     | Robert Sacre        | 1989 | 213  | 118  |

Partenze
| N° | Naz.                   | Ruolo | Sportivo         | Anno | Alt. | Peso |
| -- | ---------------------- | ----- | ---------------- | ---- | ---- | ---- |
| 0  | Stati Uniti (bandiera) | G     | Andrew Goudelock | 1988 | 191  | 91   |
| 6  | Stati Uniti (bandiera) | A     | Josh McRoberts   | 1987 | 208  | 109  |
| 7  | Stati Uniti (bandiera) | G     | Ramon Sessions   | 1986 | 191  | 86   |
| 9  | Stati Uniti (bandiera) | A     | Matt Barnes      | 1980 | 201  | 103  |
| 14 | Stati Uniti (bandiera) | A     | Troy Murphy      | 1980 | 211  | 111  |
| 17 | Stati Uniti (bandiera) | C     | Andrew Bynum     | 1987 | 213  | 113  |
| 28 | Stati Uniti (bandiera) | A     | Jason Kapono     | 1981 | 203  | 97   |

## Roster
| N° | Naz.                   | Ruolo | Sportivo            | Anno | Alt. | Peso \|\| |
| -- | ---------------------- | ----- | ------------------- | ---- | ---- | --------- |
| 0  | Stati Uniti (bandiera) | G     | Andrew Goudelock    | 1991 | 191  | 88        |
| 1  | Stati Uniti (bandiera) | G     | Darius Morris       | 1991 | 193  | 86        |
| 3  | Stati Uniti (bandiera) | G     | Devin Ebanks        | 1989 | 206  | 98        |
| 4  | Stati Uniti (bandiera) | AG    | Antawn Jamison      | 1976 | 206  | 107       |
| 5  | Stati Uniti (bandiera) | P     | Steve Blake         | 1980 | 191  | 78        |
| 6  | Stati Uniti (bandiera) | AG    | Earl Clark          | 1988 | 208  | 102       |
| 7  | Stati Uniti (bandiera) | G     | Darius Johnson-Odom | 1989 | 188  | 98        |
| 10 | Canada (bandiera)      | P     | Steve Nash          | 1974 | 187  | 81        |
| 12 | Stati Uniti (bandiera) | C     | Dwight Howard       | 1985 | 211  | 120       |
| 15 | Stati Uniti (bandiera) | AP    | Metta World Peace   | 1979 | 201  | 118       |
| 16 | Spagna (bandiera)      | AC    | Pau Gasol (C)       | 1980 | 213  | 113       |
| 20 | Stati Uniti (bandiera) | G     | Jodie Meeks         | 1987 | 193  | 94        |
| 21 | Stati Uniti (bandiera) | P     | Chris Duhon         | 1982 | 185  | 86        |
| 24 | Stati Uniti (bandiera) | G     | Kobe Bryant (C)     | 1978 | 198  | 93        |
| 27 | Stati Uniti (bandiera) | AG    | Jordan Hill         | 1987 | 208  | 107       |
| 50 | Canada (bandiera)      | C     | Robert Sacre        | 1989 | 213  | 118       |

## Staff tecnico
- Allenatori: Mike Brown (1-4) (fino al 8 novembre)[2], Bernie Bickerstaff (4-1) (dal 9 al 18 novembre)[3], Mike D'Antoni (40-32)
- Vice-allenatori: Eddie Jordan, Steve Clifford, Bernie Bickerstaff (fino al 9 novembre e dal 18 novembre), Chuck Person, Darvin Ham, Dan D'Antoni (dal 20 novembre)
- Preparatore atletico:  Gary Vitti

### Classifica

#### Pacific Division
|    | Classifica       | V  | P  | %    |
| -- | ---------------- | -- | -- | ---- |
| 1. | L.A. Clippers    | 56 | 26 | 68,3 |
| 2. | G.S. Warriors    | 47 | 35 | 57,3 |
| 3. | L.A. Lakers      | 45 | 37 | 54,9 |
| 4. | Sacramento Kings | 28 | 54 | 34,1 |
| 5. | Phoenix Suns     | 25 | 57 | 30,5 |